# 颱風燕子 (2018年)
颱風燕子（英語：Super Typhoon Jebi，國際編號：1821，聯合颱風警報中心：WP252018，菲律賓大氣地球物理和天文服務管理局：Maymay），為2018年太平洋颱風季第21個被命名的熱帶氣旋。「燕子」（韓語：제비）一名由韓國提供，常於韓國的春天出現，是一種體積細小、翼長和尾部呈叉形的鳥類，它的主要食糧是昆蟲。
飛燕的命名標誌着該年風季成為有紀錄以來，1月到8月形成最多命名熱帶氣旋的風季，共達21個，僅比1965年太平洋颱風季及1971年太平洋颱風季少兩個。而2018年8月的多個熱帶氣旋形成緯度和發展都較北，再加上副熱帶高壓較強，使飛燕向偏西方向移動，令其能夠吸該區域的熱的海水，最後其吸收該區域儲存的能量而急劇增強。

## 氣象歷史
在蘇力和西馬侖侵襲日韓期間，電腦數值預報模式預測將再有低壓區在埃內韋塔克環礁附近海域形成。預報中的低壓區在8月24日生成，美國海軍研究實驗室給予熱帶擾動編號94W。聯合颱風警報中心在26日下午2時對該系統在1日內形成熱帶氣旋的機會評為「低」，至27日凌晨4時半升至「中」。初時該低壓區組織鬆散，但隨後其低層環流中心逐漸鞏固，呈現熱帶氣旋之雛形。日本氣象廳在早上8時率先將該系統升為熱帶低氣壓，而聯合颱風警報中心在上午10時發布熱帶氣旋形成警報，至下午5時亦將該系統升為熱帶低氣壓，給予編號25W。
北面的深厚副熱帶高壓脊向西伸延，其南側偏東氣流促使該系統向西北偏北移動，時速約20公里。數值預報預計該系統會逐漸增強為成熟颱風，初時會維持西北路徑，但由於後期將有西風槽打擊副熱帶高壓脊，引致該系統的未來路徑有變數，有移向臺灣的預測路徑，有移向琉球群島的預測路徑，但預測路徑以橫掃日本為主流。因應系統對流變得活躍，日本氣象廳在晚上9時05分發佈烈風警告，表示該系統一日內有機會增強為熱帶風暴，剛好半日後再在28日上午9時05分將該系統升為熱帶風暴，並命名為燕子，給予國際編號1821，中國國家氣象中心50分鐘後緊接升格，聯合颱風警報中心及臺灣中央氣象局至上午11時亦分別將燕子升為熱帶風暴及輕度颱風。
雖然燕子受到乾空氣入侵，但它所在環境優良，海水溫度達28度，且到深處仍為暖水，垂直風切變微弱，高空輻散良好，有利燕子的強度穩步上揚。衛星雲圖上可見，強烈對流雲帶嵌緊燕子的中心，發展出中心密集雲團，飛燕的外圍雲帶亦呈放射狀。日本氣象廳在29日凌晨2時50分率先將燕子升為強烈熱帶風暴，中國國家氣象中心於凌晨5時25分跟隨。當日飛燕改向西到西北偏西推進，並吸收水溫達攝氏29到30度的海水源源不絕地供應的能量，在下午迅速而顯着增強，扺擋乾空氣及發展出「雲捲風眼」，低層風眼亦顯現在微波圖像上。日本氣象廳和中國國家氣象中心接連在下午2時45分及3時05分把飛燕升為颱風，聯合颱風警報中心和臺灣中央氣象局在下午5時也把飛燕升為颱風及中度颱風。
30日燕子持續藉着東北面「熱帶對流層上部槽」打通的強烈空氣流出而爆發增強，在日間打開「針眼」，中國國家氣象中心在凌晨5時10分把飛燕升為強颱風，且在下午5時25分進一步升為超強颱風，臺灣中央氣象局則在晚上11時把燕子升格為強烈颱風。香港天文台在下午5時35分把飛燕評為颱風，至晚上10時20分升格為強颱風、8月31日上午11時20分進一步升為超強颱風。此時各氣象臺數值預報燕子橫掃日本本州，西至四國，東至東京；官方氣象部門則全數預料飛燕登陸日本中部。當日飛燕仍然維持近乎正西的路徑，「針眼」在衛星雲圖上擴大，並且變得渾圓清晣，聯合颱風警報中心在8月31日凌晨5時將飛燕升為超級颱風，評級達到萨菲尔-辛普森飓风等级的第五級，是繼颱風瑪莉亞後年內第二個達到此級別的熱帶氣旋。其後飛燕出現雙重眼壁現象，反映飛燕進入眼壁更替週期。
9月2日上午，燕子結束眼牆置換循環並打開一個大型風眼。同時，飛燕移到副熱帶高壓西側，並開始轉向北方移動，進入海水溫度較低的區域，強度開始下跌。晚上8時，中央氣象局將其降格為中度颱風。9月3日，香港天文台將其降格為強颱風。
9月4日上午11時，飛燕在日本德島縣南部登陸，兩小時後再於兵庫縣神戶市登陸。同日下午，聯合颱風警報中心將其降格為熱帶風暴，同時，中國國家氣象中心將其降格為颱風；晚間，中央氣象局將其降格為輕度颱風，而聯合颱風警報中心也對其發出最後報告。
9月5日上午5時，日本氣象廳將其降格為強烈熱帶風暴。上午8時，日本氣象廳認為燕子已經轉化為溫帶氣旋。

### 事後調整
聯合颱風警報中心在2019年10月發表的最佳路徑中，將其巔峰上調至155節（約285公里/每小時）。

## 影響
| 排名   | 风暴名称 | 台风季 | 损失数额（2023年美元） |
| ------ | -------- | ------ | ---------------------- |
| 1      | 杜苏芮   | 2023   | 293億美元              |
| 2      | 密瑞兒   | 1991   | 231億美元              |
| 3      | 海貝思   | 2019   | 213億美元              |
| 4      | 燕子     | 2018   | 175億美元              |
| 5      | 摩羯     | 2024   | 165億美元              |
| 6      | 桑达     | 2004   | 155億美元              |
| 7      | 菲特     | 2013   | 140億美元              |
| 8      | 法茜     | 2019   | 123億美元              |
| 9      | 桑美     | 2000   | 115億美元              |
| 10     | 利奇馬   | 2019   | 114億美元              |
| 来源： |          |        |                        |

### 北馬里亞納群島
當地發佈之最高警報：颶風觀察預警
因應飛燕急劇增強，並西移逼近北馬里亞納群島，美國國家氣象局在28日下午5時半對阿格里汉岛、帕甘島及阿里马罕發出颶風觀察預警，當時飛燕集結在阿格里漢島以東1,062公里。飛燕的風眼在30日晚上進逼阿格里汉岛，於11時最接近北馬里亞納群島，在阿格里汉岛之東北偏東32公里掠過。31日凌晨飛燕橫過阿格里汉岛與帕甘島之間海域。

### 台灣
9月3日起，宜蘭蘇澳、恆春半島、蘭嶼等地均曾觀測到1.5米以上的長浪。飛燕雖未直接影響台灣，但它帶來的瘋狗浪卻在宜蘭縣造成7人死亡。

### 日本

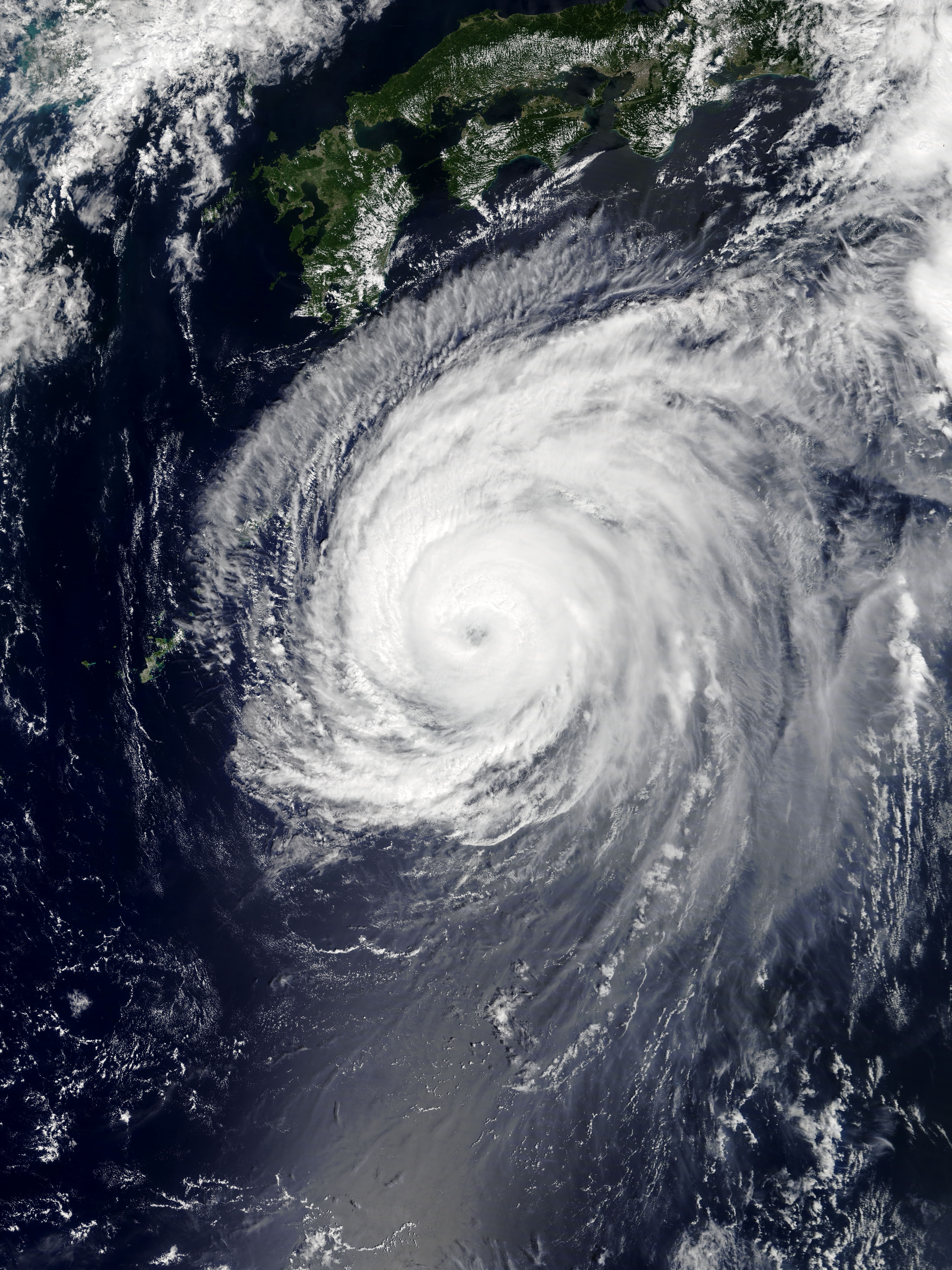
颱風燕子在9月3日逼近日本四國

當地發布之最高風力警報：暴风警报
颱風燕子在9月4日12時左右從四國島的德島縣登陸，登陸時中心氣壓僅950百帕（hPa）、最大風速每秒達45公尺。穿過紀伊水道與大阪灣之後從兵庫縣神戶市附近再次登陸，直到石川縣出海，沿日本海（朝鮮東海）向東北行，直到韃靼海峽附近減弱為溫帶低氣壓。此颱風為自1993年颱風13號以來，時隔25年再度為西日本帶來嚴重災情的颱風。
此颱風造成關西國際機場自1994年9月4日啟用以來最嚴重的災情，一艘為關西國際機場補給油料的運油貨船不敵強風，發生走錨被吹至關西國際機場連接大阪府泉佐野市的聯絡橋，造成橋身部分損毀，使得關西機場自動車道及JR西日本關西機場線和南海電鐵機場線均無法通行。而關西國際機場亦出現大規模水浸，關西國際機場在中午起封閉2條跑道，更在下午3時起封閉機場，造成約3,000名旅客、2,000名相關工作人員被困一夜，直到5日清晨6時開始才利用連結神戶機場的快速客船，以及8時起利用未受損的聯絡橋泉佐野方向路線開設臨時巴士進行不間斷疏離。關西國際機場已於9月7日復飛部份國內線航班，首班國內線航班為樂桃航空MM143，在11點30分起飛前往新潟市，而關西國際機場亦於8日恢復部份國際線航班，首班國際線航班為樂桃航空MM22，由台灣起飛，在日本當地時間的下午5點37分飛抵關西國際機場，然後關西國際機場在9日再恢復部分國際線航班，為昨天的兩倍，國際航班增為29班，日本國內線亦增為42班，9月14日起已恢復所有國際及國內航線的航班。
日本媒體NHK報導，截至當地時間9月5日凌晨3時14分，此次颱風已在大阪府、滋賀縣、三重縣等地，共計釀成11人死亡，約340人員受傷事故。許多神社寺院在此期間受損，包括京都北區的賞櫻名勝平野神社有櫻花樹傾倒、嵐山渡月橋木造欄杆倒塌，西本願寺的「阿彌陀堂門」檜皮屋頂、「南能舞台」都被損壞。
根據資訊，因毀損嚴重而停止參觀的寺社，包括地主神社、平安神宮神苑、二条城、平野神社、大德寺真珠庵、大覺寺、實光院、化野念佛寺、妙心寺、西本願寺、醍醐寺。

## 外部連結
| 太平洋颱風季             |
| 主題頁 - 專題 - 編輯指南 |

- （英文）颱風2000：各氣象部門對燕子的預測路徑集合 （页面存档备份，存于）、數值預報預測路徑整合 （页面存档备份，存于）
- （日語）日本氣象廳：7日報文存檔 （页面存档备份，存于）、颱風情報（日文版－英文版）、數位颱風網資料（日文版 （页面存档备份，存于）、英文版 （页面存档备份，存于））、2018年熱帶氣旋最佳路徑圖（日文版 （页面存档备份，存于）、英文版 （页面存档备份，存于））、2018年熱帶氣旋最佳路徑數據 （页面存档备份，存于） （页面存档备份，存于）
- （英文）美國太空總署：相關資料 （页面存档备份，存于）
- （英文）美國聯合颱風警報中心：7日報文存檔 （页面存档备份，存于）、首頁、25W最佳路徑數據 （页面存档备份，存于） （页面存档备份，存于）
- （英文）美國國家氣象局：7日報文存檔 （页面存档备份，存于）
- （英文）美國海軍研究實驗室：25W檔案 （页面存档备份，存于）
- （简体中文）中國國家氣象中心：7日報文存檔 （页面存档备份，存于）、颱風快訊、颱風路徑預報 （页面存档备份，存于）、颱風公報 Archive.today的存檔，存档日期2020-08-27 （页面存档备份，存于）
- （繁體中文）臺灣交通部中央氣象局：颱風消息、颱風資料庫——強烈颱風燕子 （页面存档备份，存于） （页面存档备份，存于）